# Battaglia di Grunwald
La battaglia di Grunwald (in polacco Bitwa pod Grunwaldem), chiamata battaglia di Tannenberg dalla storiografia tedesca (Schlacht bei Tannenberg) e battaglia di Žalgiris da quella lituana (Žalgirio mūšis), fu uno scontro di grandi proporzioni combattuto il 15 luglio 1410 nel corso della guerra polacco-lituano-teutonica. L'alleanza della Corona del Regno di Polonia e del Granducato di Lituania, le cui entità politiche erano amministrate rispettivamente dal re Ladislao II Jagellone (noto come Jogaila in Lituania) e dal cugino e granduca Vitoldo, sconfisse in maniera netta i cavalieri teutonici guidati dall'Hochmeister Ulrich von Jungingen. La maggior parte degli esponenti di spicco dei cavalieri teutonici morì nello scontro o fu fatta prigioniera. Nonostante la sconfitta, l'ordine cavalleresco resistette all'assedio immediatamente seguente del loro castello principale a Marienburg (Malbork) e subì perdite territoriali minime dopo il trattato di Toruń del 1411: le rivendicazioni non si sopirono se non con la pace di Melno nel 1422. Lo Stato monastico, tuttavia, non avrebbe mai recuperato l'influenza precedentemente detenuta e i risarcimenti dovuti a seguito della guerra causarono conflitti interni e una recessione economica nelle regioni amministrate in Prussia. La battaglia spostò, più in generale, gli equilibri di potere nell'Europa centrale e orientale e siglò l'ascesa dell'unione polacco-lituana come forza politica e militare dominante in questa parte del continente.
La battaglia risultò una delle più grandi dell'Europa medievale e viene ricordata come una delle vittorie di spicco nella storia della Polonia, della Lituania e anche della Bielorussia. È stata inoltre fonte di ispirazione per racconti nati dalla penna di scrittori del Romanticismo i quali facevano leva sull'orgoglio nazionale, contraddistinguendosi dunque come simbolo della lotta contro gli invasori stranieri. Durante il XX secolo, la battaglia fu strumentalizzata a livello propagandistico dai nazisti e dai sovietici. Solo negli ultimi decenni gli studiosi hanno evitato di analizzare gli eventi accaduti nel 1410 secondo le ricostruzioni tradizionali ormai sedimentate e frutto di convinzioni politiche, dando il via così a una nuova fase di rivalutazione storiografica.

## Denominazioni e fonti

### Denominazioni

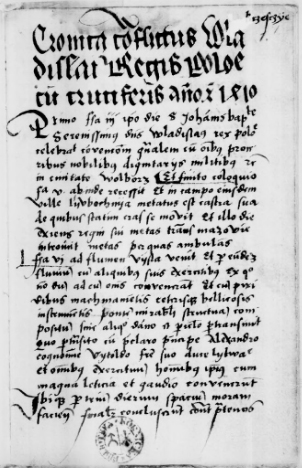
La Cronica conflictus, principale fonte da cui sono state estrapolate le informazioni relative alla battaglia

La battaglia fu combattuta nel territorio dello Stato monastico dei cavalieri teutonici, più precisamente in una pianura localizzata fra tre villaggi: Grünfelde (Grunwald) a ovest, Tannenberg (Stębark) a nord-est e Ludwigsdorf (Łodwigowo, Ludwikowice) a sud. Ladislao II Jagellone si riferiva al sito in latino come in loco conflittus nostri, quem cum Cruciferis de Prusia habuimus, dicto Grunenvelt. Più tardi, i cronisti polacchi interpretarono la parola Grunenvelt come Grünwald, che in tedesco significa "foresta verde". Seguendo tale esempio, i lituani hanno tradotto il posto in Žalgiris. I tedeschi chiamarono invece la battaglia Tannenberg, ovvero "collina degli abeti" o "collina dei pini". Dunque, esistono tre versioni convenzionalmente utilizzate per la battaglia: 
- Tedesco: Schlacht bei Tannenberg;
- Polacco: Bitwa pod Grunwaldem;
- Lituano: Žalgirio mūšis.

In altre lingue di popoli coinvolti nello scontro, le denominazioni risultano le seguenti: in bielorusso Бітва пад Грунвальдам?, in ucraino Грюнвальдська битва?, in russo Грюнвальдская битва?, in ceco Bitva u Grunvaldu; in romeno Bătălia de la Grünwald.

### Fonti
Esistono poche fonti coeve affidabili sulla battaglia e la maggior parte di esse sono frutto della penna di scrittori polacchi. La fonte più considerevole e esaustiva è la Cronica conflittus Wladislai regis Poloniae cum Cruciferis anno Christi 1410, scritta a meno di un anno di distanza dallo scontro da un testimone oculare. L'autore è ignoto, ma la storiografia ha proposto diverse ipotesi, tra cui il vice cancelliere polacco Mikołaj Trąba e il segretario di Ladislao II Jagellone Zbigniew Oleśnicki. Sebbene la versione originale della Cronica conflittus non sia sopravvissuta, ne è stato ritrovato un breve riassunto del XVI secolo. Un'altra fonte importante può considerarsi la Historiae Polonicae dello storico polacco Jan Długosz (1415–1480). Si tratta di un resoconto completo e dettagliato scritto diversi decenni dopo il 1410. L'affidabilità di questa fonte risente però non solo del lungo divario tra gli eventi e la cronaca, ma anche di alcuni pregiudizi di Długosz nei confronti dei lituani. Merita di essere menzionata anche la Banderia Prutenorum, un manoscritto della metà del XV secolo con immagini e descrizioni latine delle bandiere della battaglia teutonica catturate durante la battaglia ed esposte nella cattedrale del Wawel e nella cattedrale di Vilnius. Altre fonti polacche includono due lettere scritte dal sovrano Ladislao II a sua moglie Anna di Celje e al vescovo di Poznań Wojciech Jastrzębiec: quest'ultimo inviò inoltre alcune missive ai polacchi che al tempo risiedevano presso la Santa Sede.
Per quanto riguarda le fonti tedesche, si può menzionare un resoconto conciso nella cronaca di Giovanni di Posilge. Una lettera anonima scoperta di recente, scritta tra il 1411 e il 1413, ha fornito dettagli importanti sulle manovre tattiche dei lituani.

## Contesto storico

### Crociata lituana e unione polacco-lituana

Il Regno di Polonia e il Granducato di Lituania con gli stati vassalli tra il 1386 e il 1434

Nel 1230, i cavalieri teutonici, un ordine religioso cavalleresco, si spostarono nella terra di Chełmno per lanciare una crociata contro le tribù prussiane di fede pagana. Con il sostegno del papa e dell'imperatore del Sacro Romano Impero, i teutonici conquistarono e convertirono i prussiani nel 1280-1290, focalizzando subito dopo la loro attenzione sul neonato Granducato di Lituania. Per più di un secolo i cavalieri eseguirono incursioni in terre lituane, in particolare in Samogizia, poiché questa separava i tedeschi in Prussia dall'ordine di Livonia, una branca dei cavalieri teutonici che si era insediata nelle odierne Lettonia e Estonia. Mentre le regioni di confine si spopolarono in maniera costante, i crociati riuscirono a guadagnare porzioni di territorio irrilevanti. I lituani rinunciarono per la prima volta alla Samogizia nel corso della guerra civile lituana (1381-1384) nel trattato di Dubysa. Il territorio venne utilizzato come merce di scambio per garantire il sostegno teutonico a una delle parti in lotta per il titolo di sovrano.
Nel 1385, il granduca Jogaila di Lituania accettò di sposare la regina Edvige di Polonia nell'Unione di Krewo. Jogaila si convertì al cristianesimo e fu incoronato re di Polonia, divenendo da quel momento noto come Ladislao II Jagellone (Władysław II Jagiełło) e dando luogo a un'unione personale tra il Regno di Polonia e il Granducato di Lituania. La conversione ufficiale dei lituani al cristianesimo privò i teutonici della principale motivazione da loro addotta nella prosecuzione della crociata, ovvero la volontà di convertire con la forza i pagani. Dopo il 1386, il Gran maestro dell'epoca, Konrad Zöllner von Rothenstein, sostenuto dal re ungherese Sigismondo di Lussemburgo, contestò pubblicamente la sincerità della conversione di Jogaila, presentando l'accusa a una corte pontificia. L'unione tra Polonia e Lituania non si cristallizzò tuttavia immediatamente, poiché la nobiltà baltica e il suo sovrano Vitoldo, cugino di Jogaila, si rifiutavano di assumere un ruolo secondario e passivo. Nel frattempo, le controversie territoriali sulla Samogizia proseguirono; i teutonici la possedettero dal 1404, anno in cui fu stipulata la pace di Raciąż. La Polonia vantava dal canto suo rivendicazioni territoriali contro i cavalieri sulla Terra di Dobrzyń e su Danzica, ma gli scontri tra le due potenze non avvenivano ormai da tempo, più precisamente da quando era stato firmato il trattato di Kalisz (1343). Il conflitto era inoltre motivato da ragioni economiche: lo Stato monastico controllava i corsi inferiori dei tre fiumi più estesi (il Neman, la Vistola e il Daugava) in Polonia e Lituania.

### Guerra, tregua e preparativi

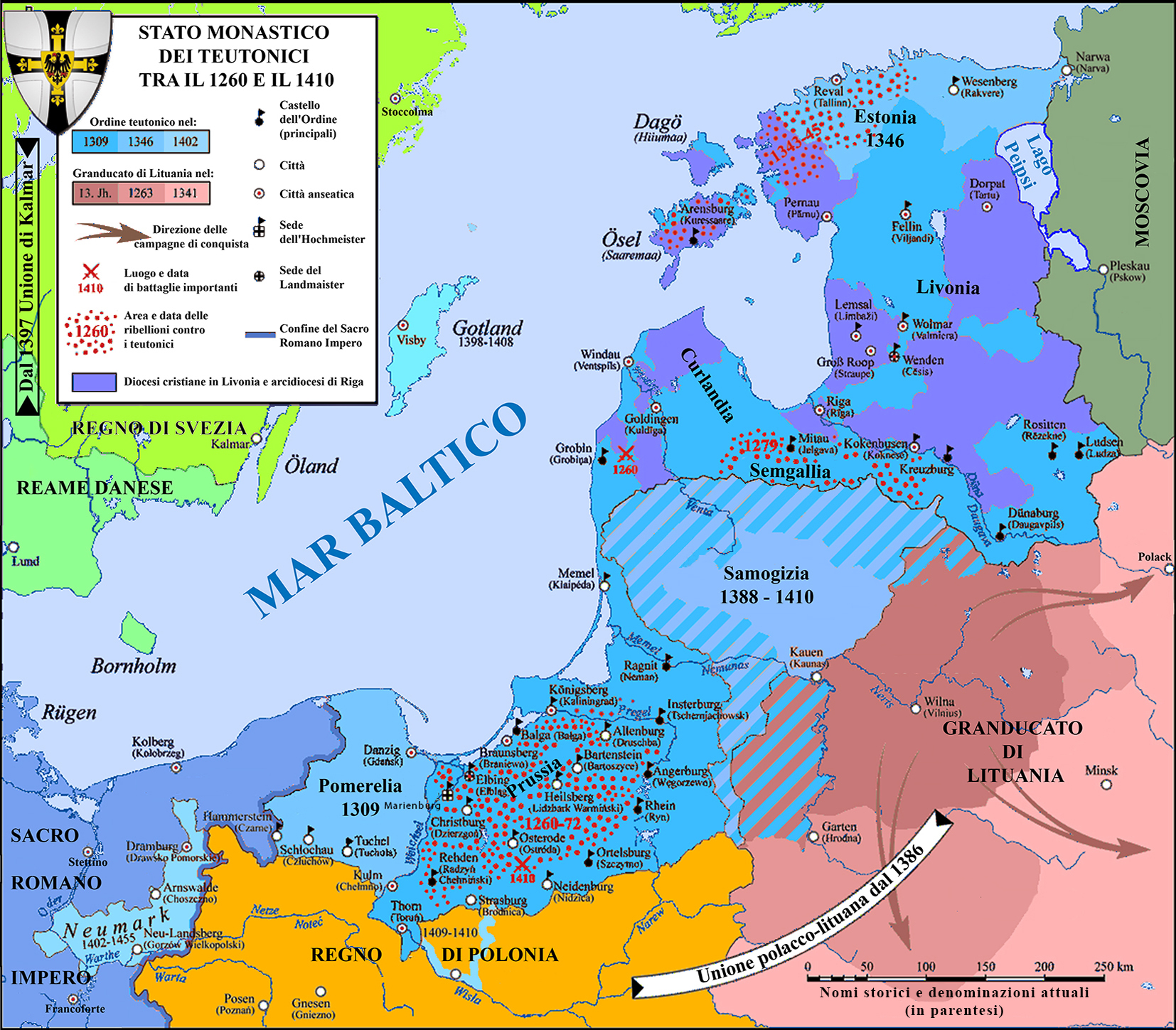
Lo Stato monastico tra il 1260 e il 1410; i luoghi e le date delle principali battaglie, inclusa la battaglia di Grunwald, sono indicate da spade rosse incrociate

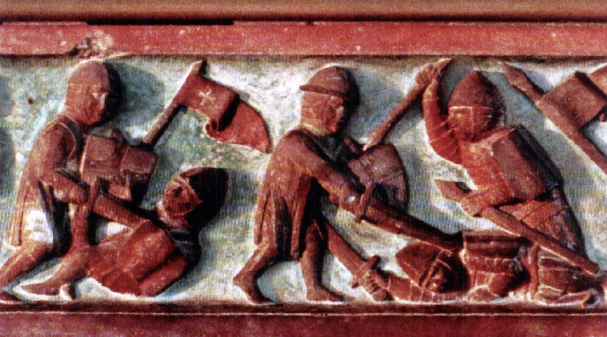
Lituani che combattono con i cavalieri teutonici (bassorilievo del XIV secolo dal castello di Malbork)

Fino al 1407, il Gran maestro Konrad von Jungingen si astenne dal provocare i suoi nemici e cercò di preservare stabilità nella Samogizia, per quanto possibile. Nel maggio 1409 scoppiò una grande rivolta nella Samogizia teutonica. La Lituania incoraggiò le insurrezioni finanziando i rivoltosi e i cavalieri minacciarono di agire militarmente. Nel 1409 la Polonia annunciò il suo sostegno alla causa lituana, minacciando di attaccare la Prussia nel caso in cui le proteste fossero state soppresse con la forza; in quell'occasione, il Gran maestro Ulrich von Jungingen, subentrato al fratello Konrad, mutò l'atteggiamento prudente del suo predecessore. Così, il 6 agosto 1409 von Jungingen fece portare dal suo araldo al re di Polonia il cartello di sfida a suo nome e dell'ordine. Tale azione segnò l'inizio del Grossen Streythe (grande lite) che nella terminologia dei teutonici rappresentò la guerra contro i polacchi e i lituani. I cavalieri speravano di sconfiggere la Polonia e la Lituania una alla volta: decisero a tale scopo di invadere dapprima la Grande Polonia e la Cuiavia, azione che colse di sorpresa i polacchi. I cavalieri diedero alle fiamme il castello di Dobrin (Dobrzyń nad Wisłą), espugnarono Bobrowniki a seguito di un assedio di 14 giorni, Bydgoszcz (Bromberg) e saccheggiarono diverse città. I polacchi cercarono a quel punto di organizzare dei contrattacchi e ripresero Bydgoszcz e, nel frattempo, i ribelli della Samogizia attaccarono Memel (Klaipėda). Tuttavia, nessuna delle due parti sembrava pronta a una guerra su vasta scala.
Venceslao di Lussemburgo propose a quel punto di mediare la disputa. Grazie al suo intervento, fu firmata una tregua l'8 ottobre 1409 che sarebbe cessata il 24 giugno 1410. Entrambe le fazioni sfruttarono tale lasso di tempo per prepararsi alla guerra, radunando truppe e impegnandosi in manovre diplomatiche. Si inviarono a tal proposito lettere e emissari che accusavano l'avversario di varie trasgressioni e di costituire minacce alla cristianità. Venceslao, il quale ricevette dai cavalieri un dono di 60 000 fiorini, dichiarò che la Samogizia apparteneva di diritto ai cavalieri e che solo la terra di Dobrzyń andava restituita alla Polonia. I cavalieri pagarono inoltre 300 000 ducati a Sigismondo d'Ungheria, desideroso di espandersi nel Principato di Moldavia, affinché fornisse assistenza militare. Sigismondo tentò di rompere l'alleanza polacco-lituana offrendo a Vitoldo una corona; l'accettazione di Vitoldo avrebbe costituito una violazione dei termini del trattato di Astrava e creato discordia tra Cracovia e Vilnius. Proprio mentre accadevano tali eventi, Vitoldo riuscì a stipulare una tregua con l'ordine di Livonia, ragion per cui Konrad von Vietinghoff non partecipò al conflitto. Si trattò di una mossa decisiva, poiché l'assenza dell'alleato storico dei teutonici pregiudicò indubitabilmente l'esito del conflitto.
Nel dicembre 1409, Ladislao II Jagellone e suo cugino Vitoldo concordarono una strategia comune: i loro eserciti si sarebbero uniti assieme e avrebbero marciato in compagnia verso Marienburg (Malbork), capitale dello Stato monastico. I cavalieri, intenti ad allestire un'adeguata difesa, non si aspettavano un attacco congiunto e si stavano preparando a dover respinger i polacchi lungo il fiume Vistola all'altezza di Danzica e dai lituani lungo il fiume Nemunas verso Ragnit (Neman). Per contrastare una simile minaccia, non appena saputo della collaborazione dei due sovrani avversari, Ulrich von Jungingen concentrò le sue forze a Schwetz (Świecie), una posizione centrale da cui le truppe avrebbero potuto rispondere a un'invasione avviata da qualsiasi direzione in maniera piuttosto celere. Delle numerose guarnigioni furono lasciate di stanza nei castelli orientali di Ragnit, Reno (Ryn) vicino a Lötzen (Giżycko) e Memel (Klaipėda). Per preservare la segretezza dei loro piani e fuorviare i cavalieri, Ladislao e Vitoldo organizzarono diverse incursioni nei territori di confine, costringendo così i cavalieri a non spostare i propri uomini.

## Forze in campo

### Schieramenti impegnati nella campagna
| Storico                                           | Polacchi      | Lituani       | Teutonici     | Totale |
| ------------------------------------------------- | ------------- | ------------- | ------------- | ------ |
| Karl Heveker e Hans Delbrück                      | 10 500        | 6 000         | 11 000        | 27 500 |
| Eugene Razin                                      | 16 000–17 000 | 16 000–17 000 | 11 000        | 28 000 |
| Max Oehler                                        | 23 000        | 23 000        | 15 000        | 38 000 |
| Jerzy Ochmański                                   | 22 000–27 000 | 22 000–27 000 | 12 000        | 39 000 |
| Sven Ekdahl                                       | 20 000–25 000 | 20 000–25 000 | 12 000–15 000 | 40 000 |
| Andrzej Nadolski                                  | 20 000        | 10 000        | 15 000        | 45 000 |
| Jan Dąbrowski                                     | 15 000–18 000 | 8 000–11 000  | 19 000        | 38 000 |
| Zigmantas Kiaupa                                  | 18 000        | 11 000        | 15 000–21 000 | 40 000 |
| Mečislovas Jučas                                  | 18 000        | 11 000        | 11 000        | 40 000 |
| Marian Biskup                                     | 19 000–20 000 | 10 000–11 000 | 21 000        | 52 000 |
| Daniel Stone                                      | 37 000        | 11 000        | 21 000        | 59 000 |
| Stefan Maria Kuczyński                            | 39 000        | 39 000        | 27 000        | 66 000 |
| James Westfall Thompson e Edgar Nathaniel Johnson | 100 000       | 100 000       | 35 000        | 13 500 |
| William Urban                                     | 18 000        | 11 000        | 20 000        | 49 000 |

Il numero preciso di combattenti coinvolti si è rivelato difficile da determinare. Nessuna delle fonti coeve fornisce un valore affidabile; Jan Długosz fornisce solo il numero di stendardi, l'unità principale di ciascuna cavalleria nella seguente misura: 51 per i teutonici, 50 per i polacchi e 40 per i lituani. Quello che non risulta chiaro è quanti uomini fossero raggruppati sotto ogni stendardo. La struttura e il numero delle unità di fanteria (picchieri, arcieri, balestrieri) e delle unità di artiglieria è sconosciuta e le stime, spesso influenzate da considerazioni politiche e nazionalistiche, sono state prodotte da vari storici di epoca successiva. Gli studiosi tedeschi tendono a presentare numeri inferiori, mentre i polacchi in genere sovrastimano il totale. Nella storiografia occidentale, i valori "comunemente accettati" sono quelli forniti dallo storico polacco Stefan Kuczyński di 39 000 polacchi-lituani e 27 000 teutonici.
Sebbene meno numeroso, l'esercito teutonico vantava una serie di vantaggi in termini di disciplina, addestramento militare e attrezzature; secondo Frediani, invece, gli equipaggiamenti a disposizione degli schieramenti erano talmente simili che Ladislao II ordinò «agli slavi non contraddistinti da un'araldica evidente [di] allaccia[rsi] della paglia intorno alle maniche per rendersi riconoscibili nella mischia». L'esercito teutonico disponeva di bombarde che potevano sparare proiettili di piombo e pietra. Entrambe le compagini erano composte da truppe provenienti da diversi stati e terre, inclusi numerosi soldati di ventura; per esempio, i mercenari boemi presero parte a tutti e due gli schieramenti. I cavalieri invitarono inoltre, come sovente accadeva, crociati ospiti, perlopiù germanici, raggiungendo un totale di ventidue differenti località. Le reclute teutoniche contavano soldati della Vestfalia, della Frisia, dell'Austria, della Svevia e di Stettino. Due nobilia ungheresi, Nikolaus di Gara e Stibor di Stiboricz, portarono con sé 200 uomini, mentre l'ausilio di Sigismondo d'Ungheria si rivelò effimero.
La Polonia arruolò mercenari dalla Moravia e dalla Boemia: i cechi ammontavano secondo le fonti a due stendardi ed erano guidati da Giovanni Sokol di Lamberg: A prestare servizio fu forse anche Jan Žižka, futuro comandante delle forze hussite. Alexandru cel Bun, sovrano della Moldavia, comandava un corpo di spedizione. Vitoldo aveva dal canto suo radunato guerrieri dalle terre lituane e rutene (l'attuale Bielorussia e Ucraina). I tre stendardi ruteni di Smolensk erano sotto il comando di Lengvenis, fratello del polacco Ladislao, mentre il contingente di Tartari dell'Orda d'Oro rispondeva al futuro khan Jalal ad-Din. Il comandante in capo della forza congiunta polacco-lituana era il re Ladislao II; tuttavia, egli non prese parte direttamente alla battaglia. Le unità lituane furono comandate fuori e sul campo di battaglia dal granduca Vitoldo, secondo in comando, e queste contribuirono a elaborare una strategia d'attacco a Grunwald. Jan Długosz afferma che il porta-spada della corona, Zyndram di Maszkowice, diresse le manovre dell'esercito polacco, ma si tratta di un'asserzione altamente controversa. Più probabilmente, fu il maresciallo della corona Zbigniew di Brzezie a comandare le truppe in azione.

### Marcia in Prussia

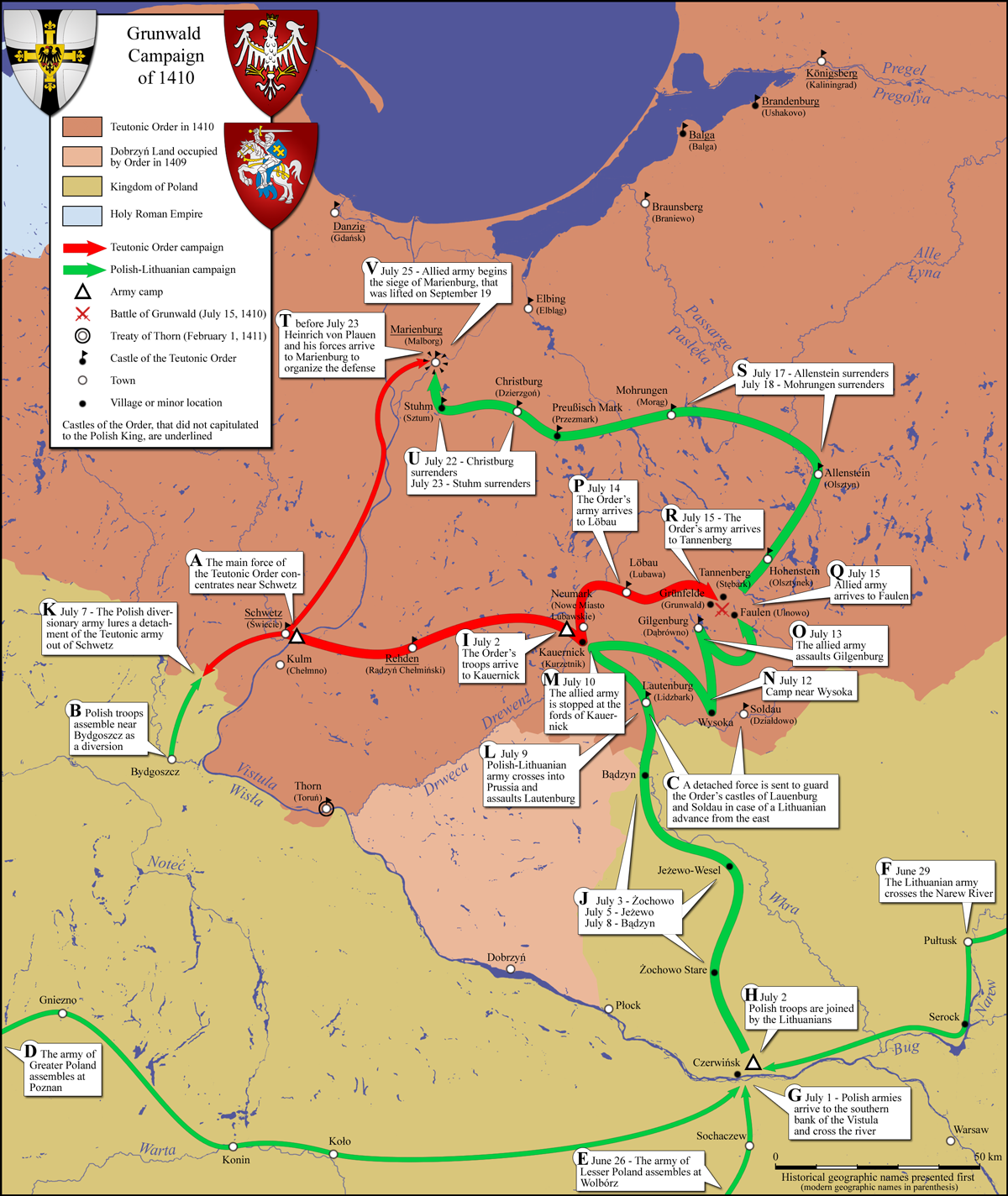
Mappa dei movimenti dell'esercito nella campagna di Grunwald

La prima fase della campagna di Grunwald si incentrò sul raduno di tutte le truppe polacco-lituane a Czerwinsk, un punto di incontro designato a circa 80 km dal confine prussiano, dove l'esercito congiunto attraversò la Vistola su un ponte di barche. Questa manovra, la quale richiedeva precisione e intenso coordinamento tra gli alleati, richiese circa una settimana (24-30 giugno 1410). I soldati polacchi della Grande Polonia si radunarono a Poznań e quelli della Piccola Polonia a Wolbórz; in quest'ultima città, il 24 giugno, giunsero Ladislao II Jagellone e i mercenari cechi. In soli tre giorni, l'esercito polacco giunse sul luogo d'incontro. L'esercito lituano frattanto partì da Vilnius il 3 giugno e si unì ai reggimenti ruteni di stanza a Hrodna. I baltici arrivarono a Czerwinsk lo stesso giorno in cui i polacchi attraversarono il fiume Vistola e, dopo la traversata, anche le truppe della Masovia sotto Siemowit IV e Janusz I si unirono alla coalizione. Una volta accorpatasi, l'armata iniziò la sua marcia a nord verso Marienburg (Malbork), capitale della Prussia, il 3 luglio: il confine prussiano fu superato il 9 luglio.
L'attraversamento del fiume restò sconosciuto fino a quando gli inviati ungheresi, che stavano tentando di negoziare una pace, informarono il Gran maestro. Non appena Ulrich von Jungingen comprese le intenzioni degli avversari, lasciò 3 000 uomini di guardia a Schwetz (Świecie) sotto Heinrich von Plauen e fece marciare il gruppo principale per organizzare una linea difensiva sul fiume Drewenz (Drwęca) all'altezza di Kauernik (Kurzętnik). Il passaggio del fiume fu fortificato con delle palizzate. L'11 luglio, dopo aver incontrato il suo consiglio di guerra composto da otto membri, Ladislao II Jagellone decise di non attraversare il fiume in un punto così ben difeso e protetto. L'esercito avrebbe invece aggirato l'attraversamento del corso d'acqua spingendosi a est, verso la sorgente, dove nessun altro grande fiume separava la sua armata da Marienburg. La marcia continuò a est verso Soldau (Działdowo), sebbene non si tentò di catturare la città. L'esercito teutonico seguì il fiume Drewenz a nord, lo attraversò vicino a Löbau (Lubawa) per poi spostarsi a est in linea parallela con l'esercito polacco-lituano. Secondo la versione raccontata dall'ordine, la coalizione nemica devastò il Gilgenburg (Dąbrówno). Pare che quando l'11 luglio la roccaforte cedette, gli invasori si lasciarono andare a gravi nefandezze, probabilmente (malgrado non sicuramente) causate dai soldati tartari. Più tardi, nelle testimonianze riportate dai sopravvissuti davanti al pontefice, l'ordine affermò che Von Jungingen era talmente infuriato per le atrocità compiute che giurò di sconfiggere gli invasori in battaglia.

## Svolgimento della battaglia

### Preparativi

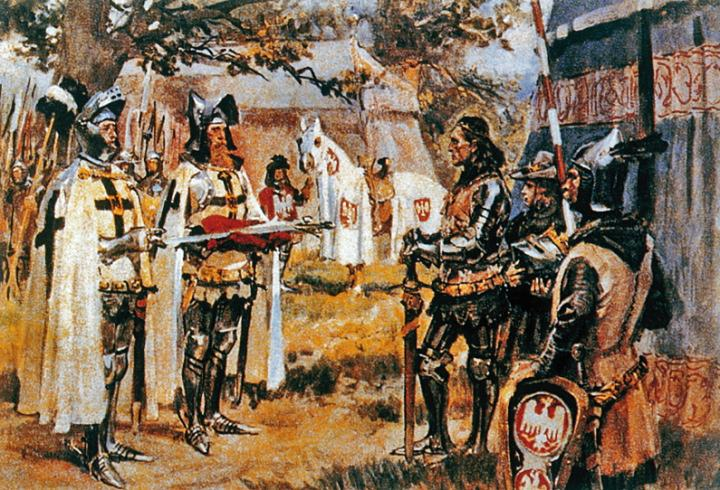
I cavalieri teutonici presentano le spade di Grunwald al re Ladislao II Jagellone (dipinto di Wojciech Kossak)

Quando il Gran maestro teutonico intuì il percorso che i nemici stavano compiendo verso Marienburg, si rese immediatamente conto della necessità di impedire il proseguimento della loro marcia al più presto. La mattina presto del 15 luglio, i due eserciti si incontrarono in un'area vasta circa 4 km² tra i villaggi di Grunwald, Tannenberg (Stębark) e Ludwigsdorf (Łodwigowo). Benché gli eserciti si spiegarono su due linee opposte lungo un asse nord-est e sud-ovest, il re polacco dovette disporre i suoi uomini in maniera frettolosa, poiché i teutonici si erano già posizionati. La cavalleria pesante polacca formava il fianco sinistro, la cavalleria leggera lituana il fianco destro e varie truppe mercenarie costituivano il centro nella coalizione. I loro uomini erano organizzati in tre file di formazioni a forma di cuneo composte da circa venti uomini. Le forze teutoniche concentrarono la propria cavalleria pesante d'élite, comandata dal Gran maresciallo Frederic von Wallenrode, all'indirizzo dei lituani. I cavalieri, i quali furono i primi ad allestire il loro esercito per la battaglia, speravano di provocare i polacchi o i lituani ad attaccare per primi. Le loro truppe, con addosso delle pesanti armature, aspettarono diverse ore sotto il sole cocente di luglio in attesa di attaccare. Una delle cronache suggerisce che avessero scavato delle trappole che sarebbero scattate con il peso dell'esercito attaccante. L'idea di utilizzare l'artiglieria da campo fu compromessa quando iniziò a cadere una pioggia leggera, poiché questa inumidì la polvere da sparo e si poté sparare solo un paio di colpi di cannone. Konrad con Jungingen non approfittò dell'iniziale disorganizzazione nemica, preferendo «lasciare l'iniziativa al nemico». Visto che questo a sua volta esitava, il Gran maestro inviò dei messaggeri con due spade per «infondere a Ladislao II Jagellone e Vitoldo il coraggio necessario per scatenare la battaglia». Quest'invito formale celava in realtà scherno e disprezzo. Divenute note come "spade di Grunwald" e conservate come trofeo di guerra, con il tempo divennero insegne reali e oggi rientrano tra i simboli nazionali della Polonia. Passato in rassegna l'esercito, Ladislao si posizionò al di sopra di una collina per supervisionare i movimenti dei soldati, poiché la sua età (all'epoca aveva 62 anni) non gli permetteva di partecipare direttamente all'imminente scontro.

### Fasi iniziali: manovra di attacco e ritirata lituana
Vitoldo, sostenuto dagli stendardi polacchi, avviò un assalto al fianco sinistro dello schieramento teutonico. Dopo circa un'ora di intensi combattimenti, la cavalleria leggera lituana diede il via a una ritirata generale. Jan Długosz racconta nel dettaglio tali fasi, riferendo di grossi scompigli. Secondo lo storico, i cavalieri finirono per presumere che la vittoria fosse a portata di mano e ruppero dunque la formazione dando il via a un inseguimento disorganizzato dei lituani in fuga, racimolando un ricco bottino prima di tornare sul campo di battaglia per affrontare i polacchi. Non si fa invece menzione dei lituani, anch'essi tornati in seguito sul campo di battaglia. Długosz descrive la vittoria come esclusivamente frutto degli sforzi dei polacchi, in disaccordo con quanto riportato dalla Cronica conflittus e dagli studiosi moderni.
Un articolo di Vaclaw Lastowski del 1909 sosteneva che l'idea di fare luogo a una finta ritirata fosse stata una manovra suggerita dall'Orda d'Oro. In effetti, una strategia simile fu utilizzata nella battaglia del fiume Vorskla (1399), quando l'esercito lituano riportò una cocente sconfitta e lo stesso Vitoldo riuscì a sfuggire alla morte in maniera rocambolesca. La teoria appena riportata ottenne una più ampia accettazione dopo la scoperta e la pubblicazione, nel 1963, da parte dello storico svedese Sven Ekdahl di una lettera tedesca. Scritta alcuni anni dopo la battaglia, la missiva avvertiva il nuovo Gran maestro di fare attenzione alle finte ritirate simili a quelle eseguite a Grunwald. Stephen Turnbull ha affermato che la ritirata tattica lituana non si adattò in maniera pedissequa a quella tartara; una manovra del genere era di solito organizzata da una o due unità (e non di quasi un intero esercito) e ad essa seguiva un rapido contrattacco (mentre i lituani ritornarono in ritardo nello scontro). Più di recente, Andrea Frediani ha rinnegato questo filone storiografico, ritenendo che «i soldati non smisero di correre se non quando finirono in territorio amico, dove riferirono di aver subito una sconfitta. Inoltre, la reazione lituana avvenne solo nel pomeriggio, e non ci permette di considerarla una diretta conseguenza del ripiegamento».

### La lotta tra polacchi e teutonici
Mentre i lituani si ritiravano, scoppiarono pesanti combattimenti tra le forze polacche e teutoniche. Comandate dal Gran komtur Kuno von Liechtenstein, le forze crociate si concentrarono sul fianco destro polacco, mentre sei degli stendardi di von Walenrode non inseguirono i lituani in ritirata, unendosi all'attacco sempre sullo stesso lato. Un bersaglio particolarmente ambito era lo stendardo di Cracovia: proprio quando sembrava che i cavalieri stessero prendendo il sopravvento, il portabandiera reale Marcin di Wrocimowice perse l'insegna cittadina. Tuttavia, questa fu presto ripresa e i combattimenti continuarono. Ladislao II Jagellone ordinò lo schieramento di nuove riserve, ovvero la seconda linea del suo esercito. Il Gran maestro Ulrich von Jungingen guidò a quel punto personalmente 16 stendardi, quasi un terzo della forza teutonica totale, sul fianco destro polacco, mentre l'avversario dispiegava le sue ultime riserve, la terza linea del suo esercito. Gli scontri raggiunsero presto il comando polacco e un cavaliere, identificato come Lupold o Diepold di Kökeritz, diresse il suo cavallo verso l'accampamento di Ladislao II. Il segretario del sovrano, Zbigniew Oleśnicki, salvò la vita del re, ottenendo il favore reale e diventando in futuro una delle figure più influenti della Polonia.

### Fine degli scontri: sconfitta dei teutonici

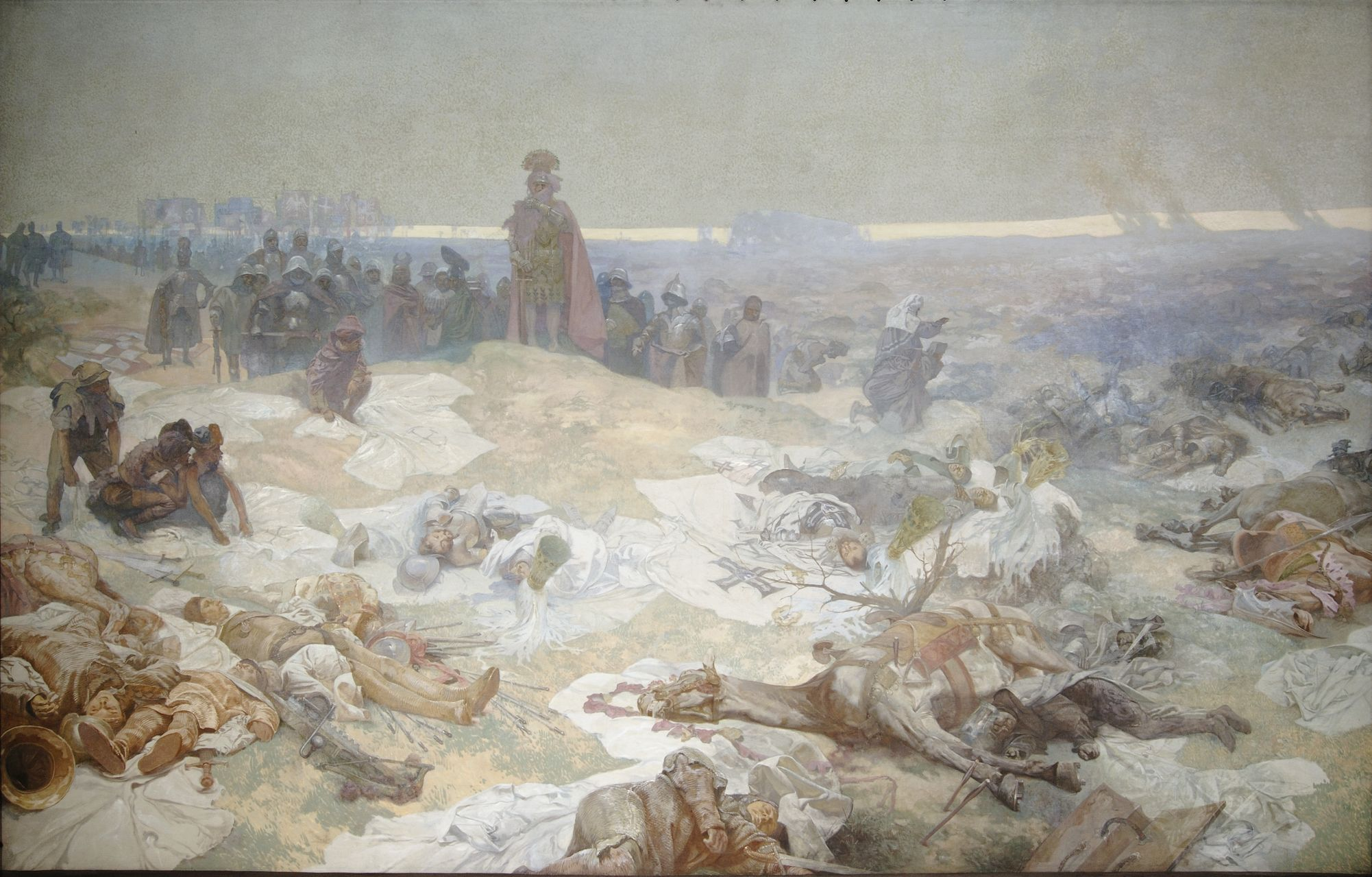
Particolare dellEpopea slava di Alfons Mucha che ritrae il campo di battaglia di Grunwald a combattimenti finiti

Proprio mentre Ladislao II stava per morire, i lituani si erano riorganizzati per tornare in battaglia attaccando von Jungingen dalle retrovie. Verso l'una di pomeriggio, il fianco sinistro della riserva teutonica si trovò circondato e iniziò un confuso ripiegamento verso Grunwald, nella speranza di sfuggire al potenziale accerchiamento. Quando von Jungingen effettuò un tentativo di sfondare le linee lituane, fu ucciso. Secondo la Cronica conflittus, Dobiesław di Oleśnica trapassò con una lancia il collo del Gran maestro, mentre Długosz attribuisce a un certo Mszczuj di Skrzynno l'uccisione. Circondati e senza più un condottiero, i cavalieri teutonici scelsero dunque di ritirarsi: parte delle unità in rotta si diresse verso il proprio accampamento, ma la situazione peggiorò ancor di più quando alcuni seguaci dei cavalieri si ribellarono e si unirono allo scontro assieme alla coalizione ostile. I cavalieri avevano prima allestito una fortezza di carri nella speranza di poterla impiegare contro gli ostili, ma al contrario essa finì per trasformarsi in una trappola, poiché si trovarono con le spalle al muro contro un avversario che stava reagendo con grande tenacia. Nonostante gli sforzi, la difesa fu presto spazzata via e l'accampamento saccheggiato: secondo la Cronica conflittus, morirono più cavalieri in quel frangente che in qualsiasi altro posto sul campo di battaglia; gli scontri durarono circa dieci ore, ma l'inseguimento dei fuggitivi si protrasse fino al tramonto Tra i beni che più di ogni altro furono presi di mira rientravano il vino, gli equipaggiamenti militari e gli stendardi, tutti e cinquantuno catturati dai polacchi.
I cavalieri teutonici attribuirono la disfatta al tradimento da parte di Nicholas von Renys (Mikołaj di Ryńsk), comandante dello stendardo di Culm (Chełmno), il quale fu decapitato senza processo. L'accusa era quella di aver dato luogo alla Compagnia della lucertola, un gruppo di combattenti simpatizzanti della Polonia. Secondo i teutonici, von Renys abbassò il suo stendardo, atto avvertito come un segnale di resa e spinse tutti alla fuga in preda al panico. La leggenda secondo cui i tedeschi risultarono "pugnalati alla schiena" fu rispolverata in epoca successiva alla prima guerra mondiale (Dolchstoßlegende) e tenuta in grande considerazione fino al 1945.

## Conseguenze

### Vittime e prigionieri

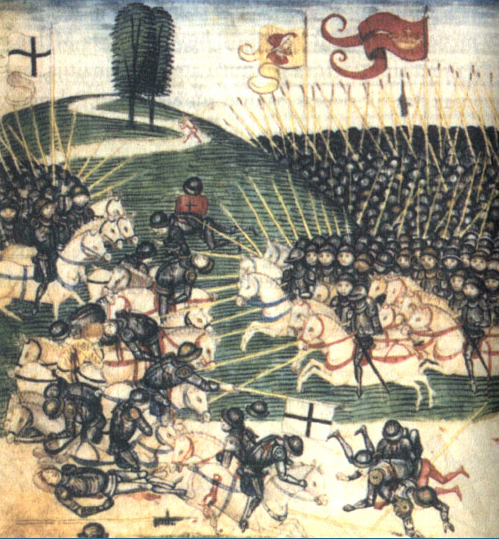
La battaglia in un'illustrazione della Luzerner Chronik di Diebold Schilling il Giovane del 1515 circa

Una nota inoltrata in agosto dagli emissari di Sigismondo d'Ungheria, Nikolaus di Gara e Stibor di Stiboricz, parlava di 8 000 vittime totali «da entrambe le parti». Tuttavia, la formulazione è vaga e non è chiaro se con questa espressione si intendesse dire un totale di 8 000 o 16 000 morti. Una bolla papale del 1412 parlava di 18 000 cristiani defunti, mentre in due lettere scritte immediatamente dopo la battaglia, Ladislao II Jagellone riferiva che le vittime polacche fossero state poche (paucis valde e modico); Jan Długosz addirittura raccontava di soli dodici cavalieri polacchi uccisi. Una missiva di un funzionario teutonico di Tapiau (Gvardejsk) asseriva che solo la metà dei lituani fosse tornata in patria, senza però fornire ulteriori precisazioni sui caduti a Grunwald e nel successivo assedio di Marienburg. Secondo Frediani, i polacco-lituani avrebbero perso 4 000-5 000 uomini e avrebbero riportato 8 000 feriti.
La sconfitta dello Stato monastico fu clamorosa: secondo i registri dei salari teutonici, solo 1 427 uomini si presentarono a Marienburg per richiedere la loro paga; dei 1 200 guerrieri inviati da Danzica, solo 300 fecero ritorno. Tra i 203 e i 211 confratelli dell'ordine sui 270 che parteciparono alla battaglia, compresa gran parte dello "stato maggiore" teutonico, persero la vita; si ricordino ancora l'Hochmeister Ulrich von Jungingen, il Gran maresciallo Friedrich von Wallenrode, il Gran komtur Kuno von Liechtenstein, il Gran tesoriere Thomas von Merheim, il maresciallo delle forze di rifornimento Albrecht von Schwartzburg e dieci komtur. Markward von Salzbach, komtur di Brandeburgo (Ushakovo, nell'odierno Oblast' di Kaliningrad) e Heinrich Schaumburg, voigt della Sambia, furono giustiziati per ordine di Vitoldo all'indomani della battaglia. I corpi di von Jungingen e di altri funzionari di alto rango furono trasportati al castello di Marienburg per la sepoltura il 19 luglio, le spoglie dei funzionari teutonici di rango inferiore e di 12 cavalieri polacchi furono invece condotte nella chiesa di Tannenberg. Gli altri cadaveri vennero sepolti in diverse fosse comuni della zona. Tra gli ufficiali teutonici di rango maggiore sfuggiti alla morte si annovera Werner von Tettinger, komtur di Elbing (Elbląg). Frediani ha affermato che fecero ritorno a Marienburg soltanto in 1 427, di cui 77 arcieri, guidati dal futuro Gran maestro Heinrich von Plauen.
Le forze polacche e lituane portarono con sé diverse migliaia di prigionieri (stimati in 14 000 uomini, di cui alcuni uccisi da Vitoldo «per il loro comportamento arrogante»), tra cui i duchi Corrado VIII di Oels (Oleśnica) e Casimiro V di Pomerania. La maggior parte dei cittadini comuni e dei mercenari fu rilasciata poco dopo la battaglia a condizione che si presentasse a Cracovia l'11 novembre 1410. Solo coloro per cui sarebbe stato necessario pagare il riscatto furono trattenuti e ciò diede spesso luogo alla richiesta di ingenti riscatti; basti pensare al mercenario Holbracht von Loym, al quale fu imposto di pagare per la sua libertà 150 kopa di groschen di Praga, pari a più di 30 kg d'argento.

### Campagne successive e pace

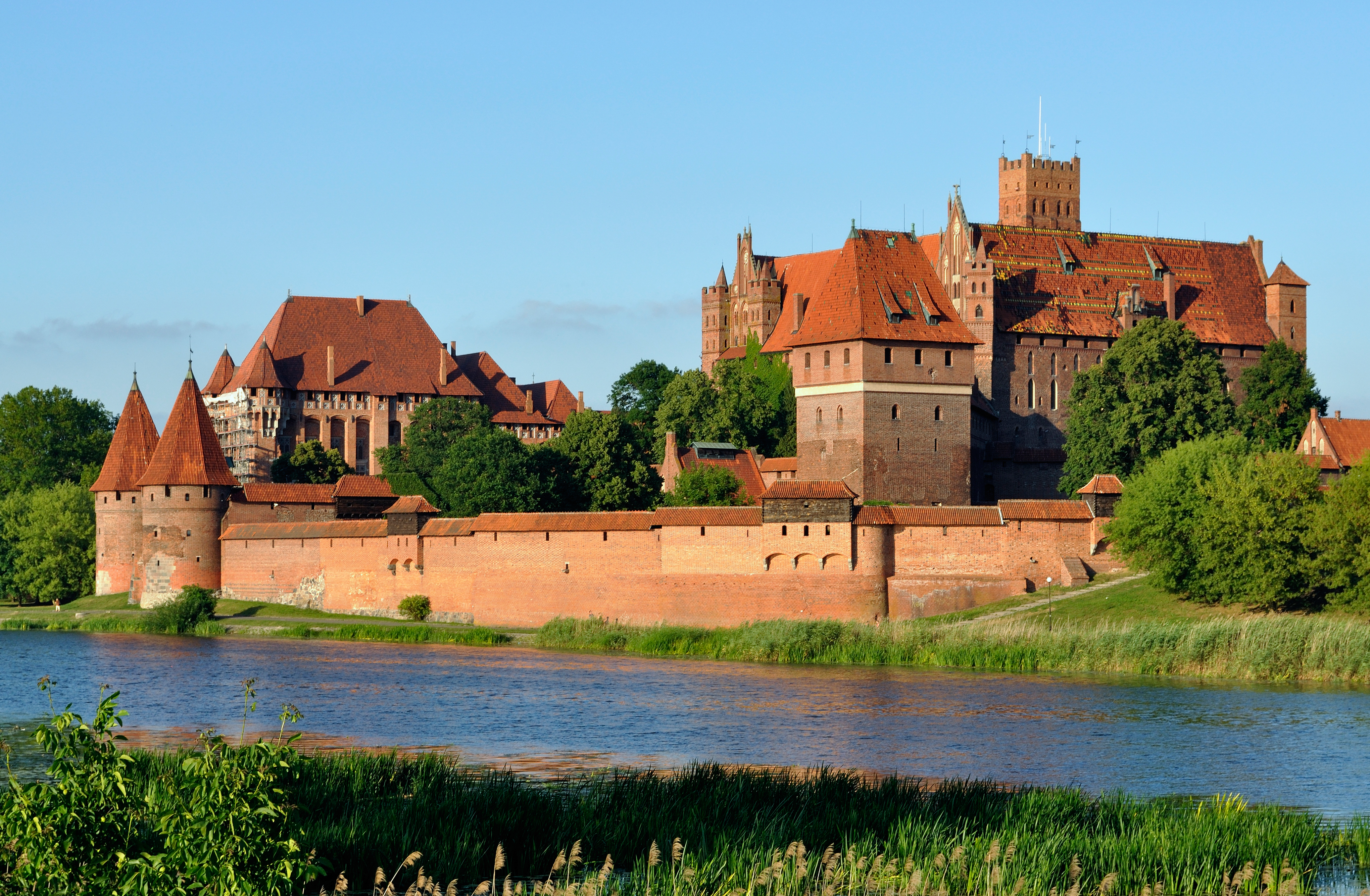
Dopo lo scontro a Grunwald, il castello di Marienburg, che fungeva da centro amministrativo dei cavalieri teutonici, fu assediato senza successo per due mesi dalle forze polacco-lituane

Cessata la battaglia, le forze polacche e lituane ritardarono il loro attacco alla capitale teutonica a Marienburg (Malbork), rimanendo a Grunwald per tre notti e poi marciando con una media di soli 15 km al giorno. Il grosso della coalizione non raggiunse la pesantemente fortificata Marienburg se non il 26 luglio. Un simile ritardo concesse al già citato Heinrich von Plauen abbastanza tempo a disposizione per organizzare una difesa adeguata. Ladislao II Jagellone inviò le sue truppe anche in direzione di altre fortezze teutoniche, spesso arresesi senza opporre resistenza, comprese le principali città di Danzica, Thorn (Toruń) e Elbing (Elbląg): a seguito di queste rese, rimanevano in mano ai tedeschi solo otto castelli. Gli assedianti di Marienburg si aspettavano una rapida capitolazione e non erano preparati per un lungo combattimento, soffrendo la mancanza di munizioni, lo scarso morale e un'epidemia di dissenteria. I cavalieri inviarono dei delegati ai loro alleati al fine chiedere aiuto, e Sigismondo d'Ungheria, Venceslao IV di Boemia e l'ordine di Livonia promisero sostegni economici e rinforzi freschi.
L'assedio di Marienburg terminò il 19 settembre: le forze polacco-lituane lasciarono le guarnigioni nelle fortezze che avevano espugnato e fecero ritorno alle terre d'appartenenza. Tuttavia, i cavalieri riconquistarono rapidamente la maggior parte delle strutture perdute e, alla fine di ottobre, solo quattro castelli teutonici lungo il confine rimanevano in mano ai polacchi. Ladislao II Jagellone radunò un nuovo esercito e inflisse una nuova sconfitta ai cavalieri nella battaglia di Koronowo il 10 ottobre 1410. Dopo alcuni scontri su piccola scala, entrambe le parti scelsero di negoziare. È probabile che la verve la quale aveva motivato i vincitori a Grunwald si fosse esaurita e, verosimilmente, Ladislao temeva che l'Ungheria potesse attaccare la Polonia, al fine di ostacolare la sua ascesa nello scacchiere geopolitico dell'Europa orientale.
Con questo spirito, nel febbraio del 1411 si procedette a stipulare il trattato di Toruń. Secondo i suoi termini, i cavalieri avrebbero ceduto la Terra di Dobrzyń alla Polonia e avrebbero accettato di rinunciare alla Samogizia finché Ladislao II e suo cugino Vitoldo fossero rimasti in vita. Al di là del testo scritto, ci vollero altri due conflitti (la guerra della fame del 1414 e la guerra di Gollub del 1422) per risolvere definitivamente la questione: fu il trattato di Melno a porre la parola fine sulle controversie territoriali. I polacchi e i lituani non riuscirono a tradurre la vittoria militare in guadagni territoriali o diplomatici, sebbene il trattato del 1411 impose ai teutonici oneri risarcitori rateali tali che non riuscirono mai a riprendersi. Per far fronte ai pagamenti, lo Stato monastico si indebitò pesantemente, confiscando oro e argento alle diocesi e aumentando le gabelle. Come conseguenza delle eccessive imposizioni fiscali, due delle principali città prussiane, Danzica e Toruń scatenarono delle insurrezioni. La sconfitta a Grunwald lasciò l'ordine cavalleresco con poche forze a disposizione per difendere i territori ancora rimasti fedeli e, da quando la Samogizia accettò ufficialmente il battesimo, non fu più possibile proporre il pretesto della mancata conversione per poter proseguire la secolare crociata in Lituania. I Gran maestri dovettero quindi far leva quindi su truppe mercenarie, rivelatesi a lungo andare un salasso per l'erario già abbastanza compromesso. I conflitti interni, il declino economico e l'aumento delle tasse portarono a svariati disordini e alla fondazione della Confederazione Prussiana nel 1441. Ciò a sua volta portò a una serie di conflitti che culminarono nella guerra dei tredici anni (1454).

## Eredità

### Polonia e Lituania

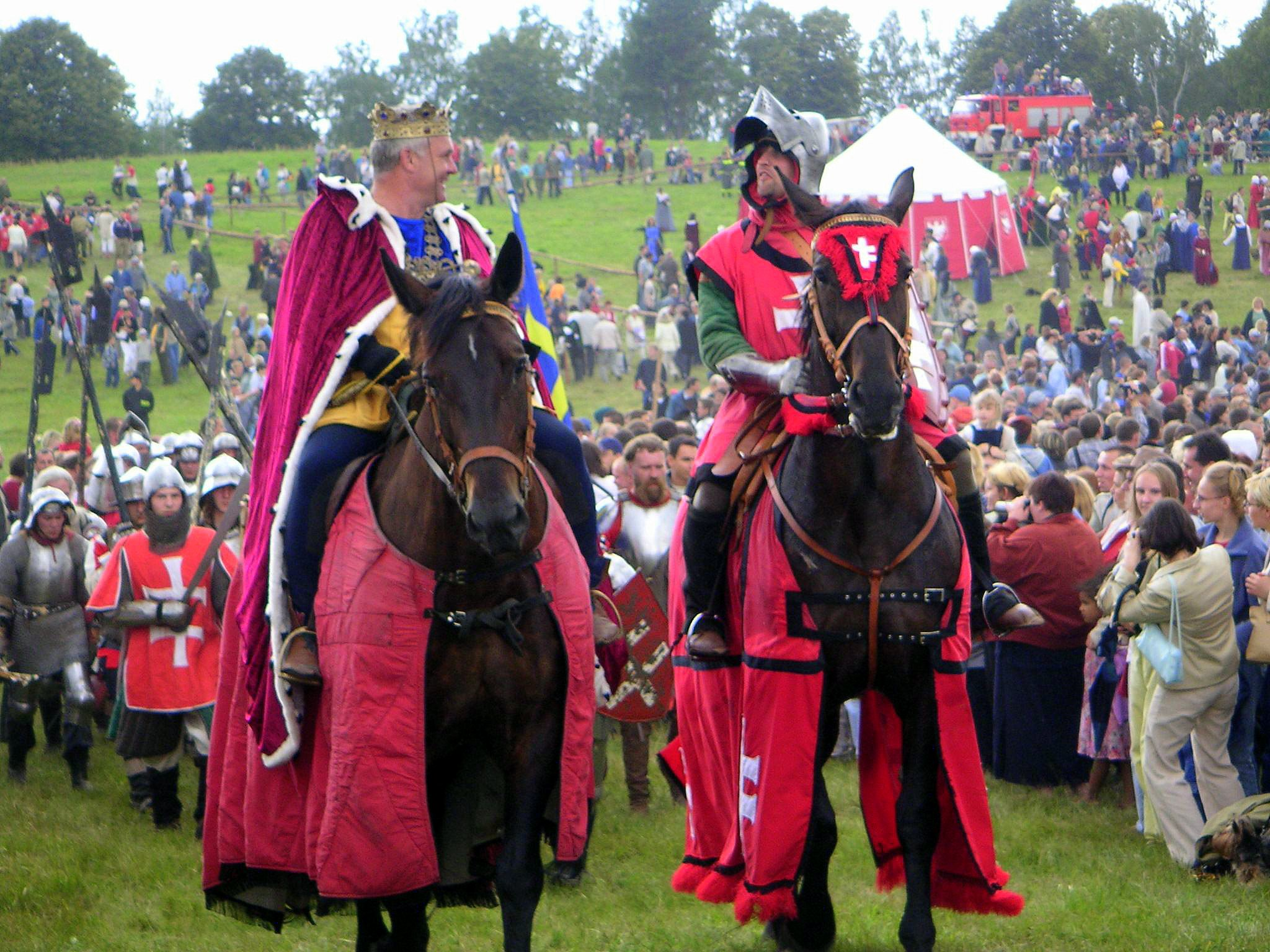
Re Ladislao II Jagellone in una rievocazione della battaglia del 2003

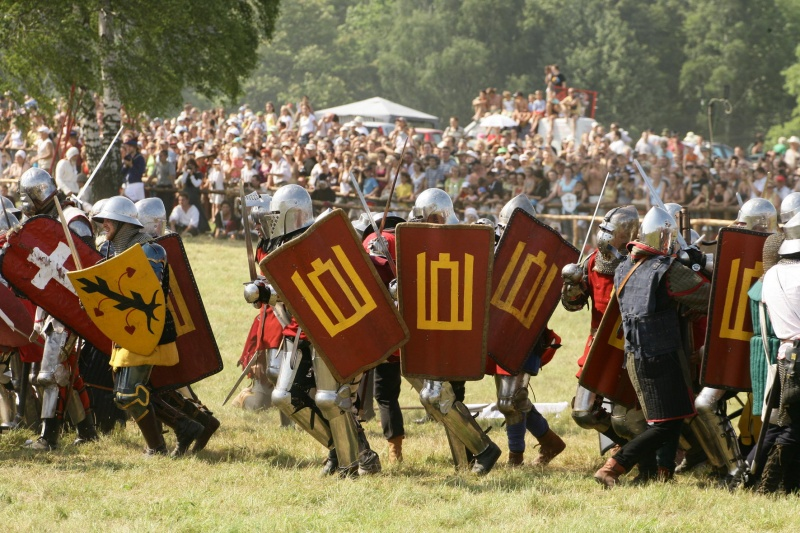
Rievocazione della battaglia di Žalgiris in Lituania: gli abiti indossati emulano quelli delle truppe del granduca Vitoldo

La battaglia di Grunwald è considerata una delle più importanti nella storia della Polonia e della Lituania. Nella storia dell'Ucraina, la battaglia è più associata a Vitoldo il Grande, a quel tempo ancora ortodosso prima di convertirsi al cattolicesimo. In Lituania, la vittoria rappresenta uno dei momenti di massimo fulgore del Granducato a livello bellico e politico: permise inoltre di risvegliare l'orgoglio nazionale nell'epoca del nazionalismo romantico e ispirò la resistenza alle politiche di germanizzazione e russificazione degli imperi tedesco e russo. I cavalieri furono descritti come invasori assetati di sangue e la vittoria di Grunwald come una giusta ricompensa ottenuta da una piccola nazione oppressa.
Nel 1910, per festeggiare il 500º anniversario della battaglia, circa 60 monumenti vennero eretti nelle città e villaggi della Galizia, compreso quello realizzato nel centro di Cracovia da Antoni Wiwulski: la celebrazione durò tre giorni e vi parteciparono circa 150 000 persone. In una sessantina di città e insediamenti più piccoli della Galizia vennero eretti dei monumenti dedicati a Grunwald in occasione dell'anniversario. La battaglia di Grunwald è riportata sulla tomba del milite ignoto a Varsavia con l'iscrizione "GRUNWALD 15 VII 1410".

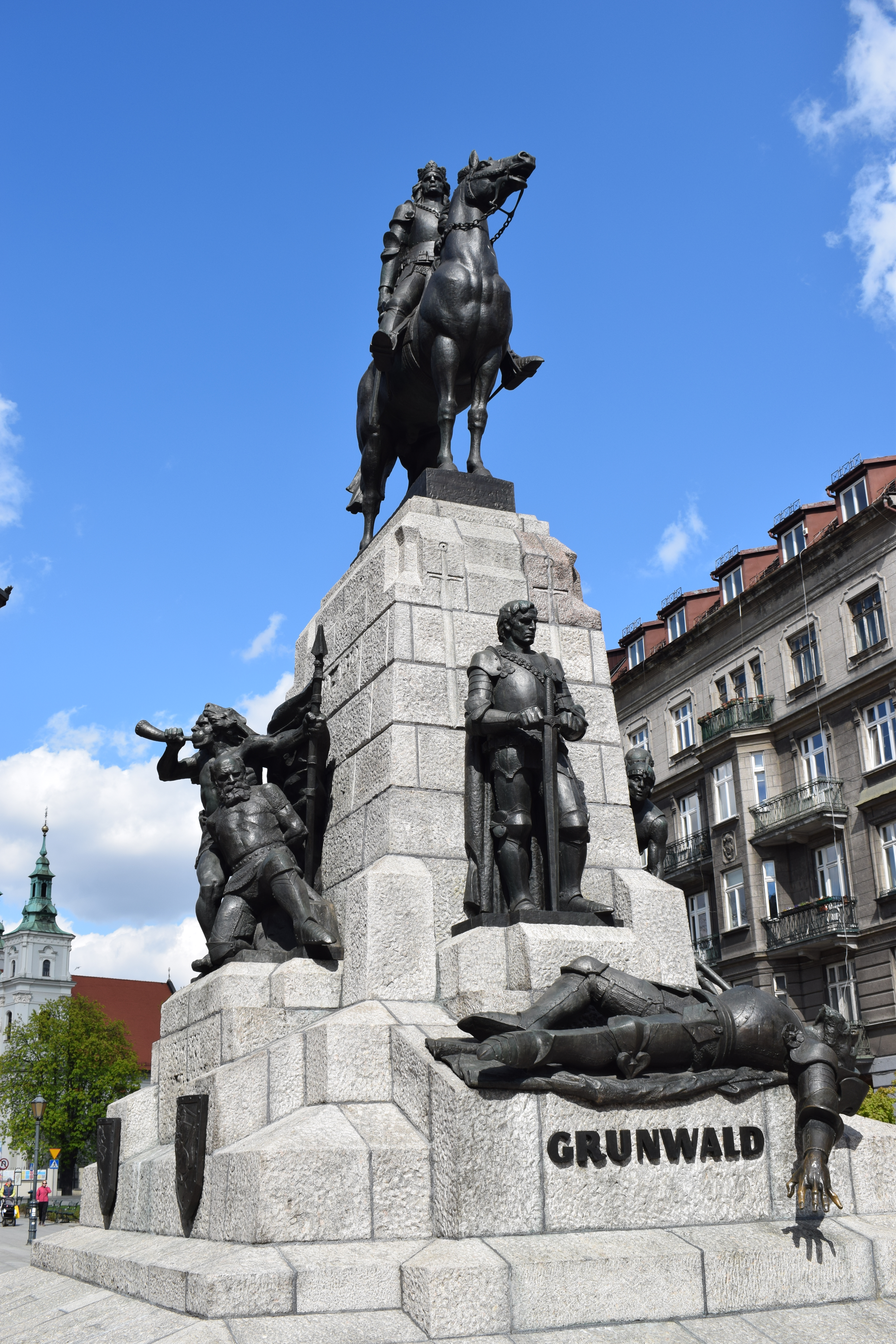
Monumento alla battaglia realizzato nel 1910 a Cracovia, distrutto durante la seconda guerra mondiale e ricostruito nel 1976

il vincitore del premio Nobel per la letteratura Henryk Sienkiewicz pubblicò I cavalieri della croce (in polacco: Krzyżacy), romanzo che racconta della battaglia in uno dei capitoli. Nel 1960, il regista polacco Aleksander Ford utilizzò il libro come base per uno dei suo capolavori, I cavalieri teutonici. Nel 1960, nei pressi della pianura testimone degli scontri aprirono un museo, furono eretti dei piccoli monumenti e dei memoriali nel 1960.[95] Il sito della battaglia è considerato uno dei patrimoni storici nazionali ufficiali della Polonia, così come ufficializzato il 4 ottobre 2010 ed è tutelato da un ente nazionale. La battaglia ha ispirato il nome dell'onorificenza militare Croce di Grunwald della Repubblica Popolare di Polonia e delle società sportive lituane BC Žalgiris e FK Žalgiris, oltre che di varie organizzazioni.
Ogni anno, il 15 luglio, avviene la rievocazione storica della battaglia e, per il 600º anniversario avvenuto nel 2010, 3 800 partecipanti impersonarono paesani e contadini, mentre 2 200 cavalieri diedero vita ad un combattimento visto da circa 200 000 spettatori. Gli organizzatori considerano l'evento come una delle maggiori manifestazioni - se non la più grande - in Europa dedicata a una battaglia medievale.
Nel 2010, la Banca nazionale ucraina ha rilasciato una moneta giubilare di 20 grivnia commemorativi per il 600º anniversario della battaglia. Almeno tre città in Ucraina (Leopoli, Drohobyč e Ivano-Frankivs'k) hanno dedicata una via alla battaglia.

### Germania e Russia

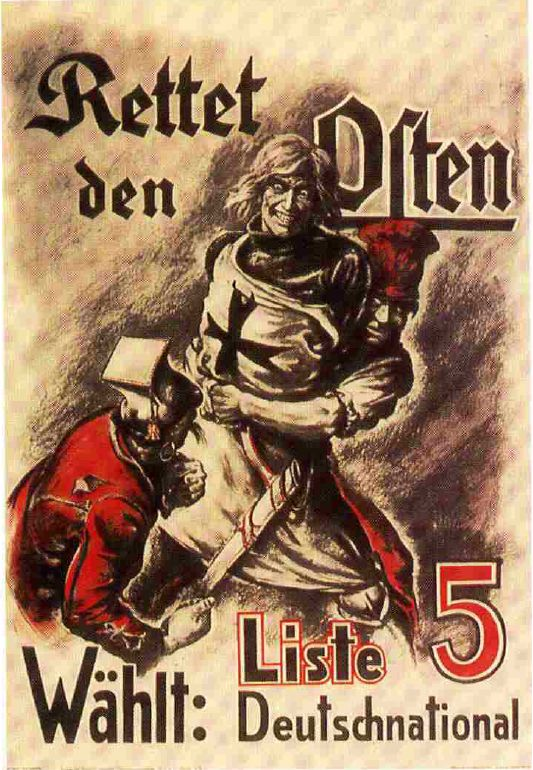
Un poster propagandistico del Partito Popolare Nazionale Tedesco del 1920 raffigura un cavaliere teutonico minacciato da un polacco e da un socialista

I cavalieri venivano percepiti dai tedeschi come nobili ed eroi che hanno portato la civiltà e la fede nell'Europa dell'est, seppure molti avessero anche motivi più materiali. Nell'agosto 1914, nel corso della prima guerra mondiale, avvenne una battaglia poco distante dal villaggio di Grunwald vinta dall'Impero tedesco ai danni dell'Impero russo. Quando i tedeschi realizzarono il potenziale propagandistico dell'evento, ne diedero il nome di battaglia di Tannenberg, rivendicando così vendetta dalla sconfitta subita 5 secoli prima.
La Germania nazista mantenne vivo il sentimento identificando la teoria della Lebensraum come continuazione della missione dei cavalieri teutonici. Il primo giorno della rivolta di Varsavia dell'agosto 1944, il capo delle SS Heinrich Himmler riferì ad Adolf Hitler:
A causa della partecipazione dei tre reggimenti di Smolensk, i russi intesero la battaglia come una vittoria degli slavi sugli invasori germani. Il cronista Jan Długosz elogia inoltre gli stendardi di Smolensk, sia perché distintisi nei combattimenti sia perché, secondo lui, furono gli unici guerrieri tra le file del Granducato di Lituania a non ritirarsi. I cavalieri teutonici erano visti come predecessori delle armate naziste, mentre la battaglia come la controparte medievale della battaglia di Stalingrado.
Nella sintesi di William Urban, quasi tutti i resoconti della battaglia fatti prima degli anni sessanta furono più influenzati dalle leggende del periodo romantico e dalla propaganda nazionalistica che dai fatti. Gli storici hanno da allora compiuto progressi per ricostruire in maniera più verosimile gli eventi depurandoli dalle logiche di partito sottese alle diverse narrazioni.
Nel 2014, la Società di storia militare russa ha affermato pubblicamente che le truppe russe e i loro alleati hanno sconfitto i cavalieri tedeschi nella battaglia di Grunwald, anche se mancano prove che la Moscovia fosse coinvolta nella battaglia. Nel luglio 2017 sono apparsi cartelloni per le strade delle città russe con dichiarazioni che sembravano attribuire alla Russia la vittoria nella battaglia di Grunwald.